# ۲۳۷ (پیش از میلاد)
۲۳۷ (پیش از میلاد) ۲۳۷مین سال قبل از تقویم میلادی است.